# Torneo Interbritannico 1929
Il Torneo Interbritannico 1929 fu la quarantunesima edizione del torneo di calcio conteso tra le Home Nations dell'arcipelago britannico. La Scozia vinse il torneo nell'ultima partita contro l'Inghilterra con un gol di Alec Cheyne.

## Risultati
| Data             | Luogo     | Squadra 1   | Risultato | Squadra 2   |
| ---------------- | --------- | ----------- | --------- | ----------- |
| 22 ottobre 1928  | Liverpool | Inghilterra | 2 - 1     | Irlanda     |
| 24 ottobre 1928  | Glasgow   | Scozia      | 4 - 2     | Galles      |
| 17 novembre 1928 | Swansea   | Galles      | 2 - 3     | Inghilterra |
| 2 febbraio 1929  | Wrexham   | Galles      | 2 - 2     | Irlanda     |
| 23 febbraio 1929 | Belfast   | Irlanda     | 3 - 7     | Scozia      |
| 13 aprile 1929   | Glasgow   | Scozia      | 1 - 0     | Inghilterra |

## Classifica
| Pos | Squadra     | Pti | G | V | N | P | GF | GS |
| --- | ----------- | --- | - | - | - | - | -- | -- |
| 1   | Scozia      | 6   | 3 | 3 | 0 | 0 | 12 | 5  |
| 2   | Inghilterra | 4   | 3 | 2 | 0 | 1 | 5  | 4  |
| 3   | Galles      | 1   | 3 | 0 | 1 | 2 | 6  | 9  |
| 3   | Irlanda     | 1   | 3 | 0 | 1 | 2 | 6  | 11 |